# Municipio de Ikšķile
El municipio de Ikšķile (en Letón: Ikšķiles novads) es una de las ciento diez municipalidades de la República de Letonia. Se encuentra localizado en el suroeste de dicho país báltico. Fue creado durante el año 2004 después de una reorganización territorial. La ciudad capital es la ciudad de Ikšķile.

## Ciudades y zonas rurales
- Ikšķile (ciudad)
- Tīnūži (zona rural)

## Población y territorio
Su población se encuentra compuesta por un total de 8.346 personas (2009). La superficie de este municipio abarca una extensión de territorio de unos 132,1 kilómetros cuadrados. La densidad poblacional es de 63,18 habitantes por cada kilómetro cuadrado.